# 한국여자프로농구 2001 여름리그
한국여자프로농구 2001 여름리그(스폰서의 이름을 딴 신세계 이마트배 여름리그라고도 알려진)는 한국여자프로농구의 일곱 번째 시즌이다. 2001년 6월 26일부터 9월 9일까지 6개 연고지와 삼천포에서 진행되었다.

## 변경된 점
- 일부 구단을 중심으로 지역연고제가 도입되었다.[1]
- 지금까지 의무적으로 중국 선수들만을 대상으로 2명씩을 선발했던 각 구단은 국적에 상관없이 자율적으로 스카우트할 수 있게 되었다.[2] 구단간 자유경쟁에 의해 선발되는 외국인 선수의 계약기간은 3개월, 월급여는 최대 1만달러로 했다.[1]

- 라운드 수 변경에 따라 경기 수가 변경되었다.

## 정규리그
정규리그는 2001년 6월 26일 개막하였으며, 2001년 8월 26일까지 진행되었다. 부천 신세계 쿨캣이 정규리그 우승을 차지했다.
| 순위 | 팀                     | 경기 | 승 | 패 | 승차 | 참가 자격 및 강등 |
| ---- | ---------------------- | ---- | -- | -- | ---- | ----------------- |
| 1    | 부천 신세계 쿨캣       | 25   | 19 | 6  | —    | 플레이오프 진출   |
| 2    | 청주 현대 하이페리온   | 25   | 15 | 10 | 4    | 플레이오프 진출   |
| 3    | 춘천 우리은행 한새     | 25   | 13 | 12 | 6    | 플레이오프 진출   |
| 4    | 용인 삼성생명 비추미   | 25   | 13 | 12 | 6    | 플레이오프 진출   |
| 5    | 천안 국민은행 세이버스 | 25   | 10 | 15 | 9    |                   |
| 6    | 인천 금호생명 팰컨스   | 25   | 5  | 20 | 14   |                   |